# Tecnologia imaginária

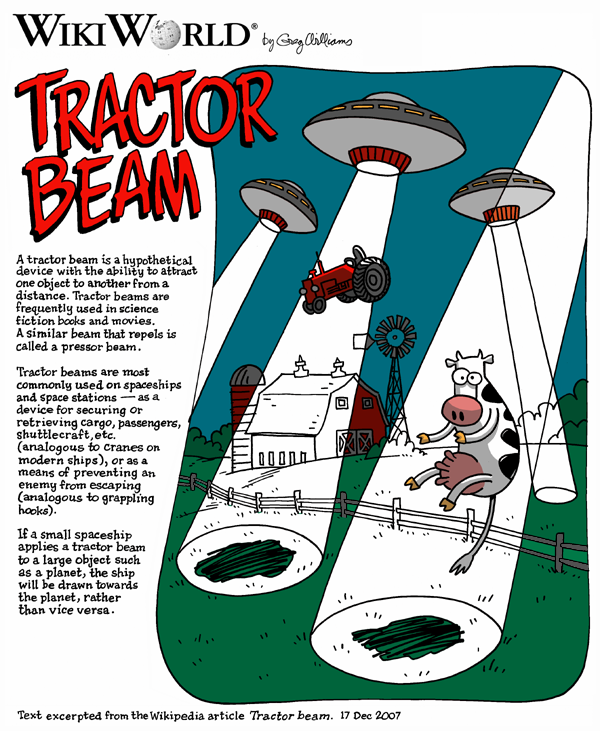
O raio atraente

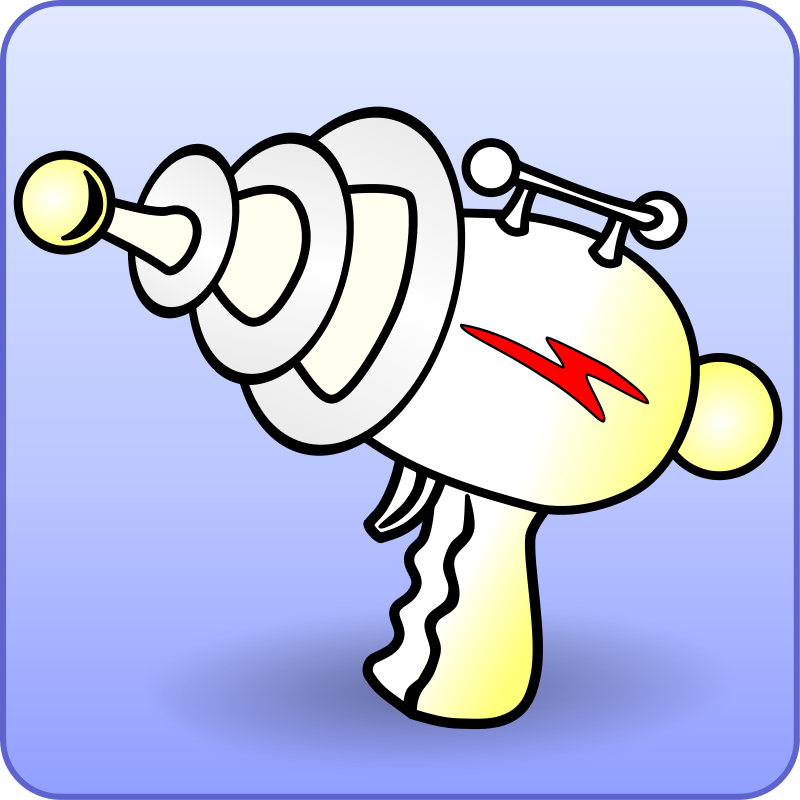
A arma laser, um gadget que aparece em muitas obras de ficção a partir da Idade de Ouro

A tecnologia da ficção aparece em vários contextos: 
- Na engenharia da exploração, que é um campo da engenharia que visa determinar se uma tecnologia futura pode ser projetada, simulada, ou se não se pode construir ainda. Este processo é necessário para evitar a investigação e o investimento de capital em uma tecnologia inviável.
- Em propaganda muitas vezes exalta-se o potencial hipotético de uma tecnologia específica, a fim de estimular o seu desenvolvimento ou ameaçar o inimigo. Esta é uma motivação comum em qualquer país dominado por um complexo militar-industrial, como o Império Britânico em século XIX ou os Estados Unidos no XX.

- Na publicidade, por vezes, destaca-se o potencial incrível de um dispositivo tecnológico que está "em desenvolvimento" (geralmente sem data) por uma empresa cujo objectivo é dar uma boa imagem e mostrar algum poder tecnológico.

- Em ficção científica, os autores especulam muitas vezes através da ficção sobre o impacto social, político ou pessoal que terá uma tecnologia do futuro.

Alguns objetos ou idéias que formam parte da tecnologia de ficção: 
- Transferência mental
- Transplante de cérebro
- Ensamblador molecular
- Teleportação (ou Portal)
- Máquina do tempo
- Máquina de movimento perpétuo (contra a segunda lei da termodinâmica)
- Tradutor universal
- Propulsão mais rápida que a luz
- Raio atraente
- Veículo antigravidade

Algumas invenções tecnológicas nasceram de ficção científica, mas ao longo do tempo se concretizaram: 
- Bomba atómica
- Engenharia genética
- Hipertexto (amplamente divulgado com a World Wide Web)
- Sistemas especialistas
- Telefone celular
- Videoconferência
- Foguete mochila (jet pack ou rocket pack)
- Submarino
- Navegador satelital
- Escâner corporal
- Aeronave invisível (Avião furtivo)
- Clonagem

Há também tecnologias de ficção, embora se saiba que podem ser construídas não são práticas (existem outras tecnologias mais adequadas para realizar as suas funções):
- Arma de antimatéria (com a tecnologia actual, não se pode produzir antimatéria suficiente para o uso de armas)
- Raio da morte (é mais fácil matar as pessoas de outra forma)
- Robô para todo uso (todavia, os robôs especializados são amplamente utilizados na indústria)
- Foguete mochila (ainda não é prático)

| “ | Qualquer tecnologia suficientemente avançada é indistinguível de magia | ” |